# Parazoa
Parazoa este un subregn de animale a căror corpuri nu sunt diferențiate în țesuturi. De asemenea, ele nu posedă niciun fel de simetrie, radiară sau bilaterală. Subregnul Parazoa cuprinde încrengătura Porifera (Spongia). Spre deosebire de eumetazoare, în procesul de dezvoltarea embrionară a parazoarelor, ectodermul pătrunde în interiorul corpului și se transformă într-un strata de celule flagelate. Endodermul este dispus la suprafața corpului  și formează învelișul protector.
Unii autori includ în Parazoa și placozoarele, reprezentate de o singură specie - Trichoplax adhaerens.